# Archie Marshek
Archie Marshek — parfois crédité Archie F. Marshek — est un monteur de cinéma américain, membre de l'ACE, né le 15 février 1902 à Cass Lake (Minnesota) et mort le 29 mars 1992 à Lawton (Oklahoma).

## Biographie
Archie Marshek débute comme monteur au sein de la FBO, sur des films sortis de 1927 à 1929, dont Le Crime de monsieur Benson (The Perfect Crime) de Bert Glennon (1928, avec Clive Brook et Irene Rich).
Puis, de 1929 à 1936, il monte des films produits par la RKO, dont Les Chasses du comte Zaroff d'Ernest B. Schoedsack et Irving Pichel (1932, avec Joel McCrea et Fay Wray) et Becky Sharp de Rouben Mamoulian (1935, avec Miriam Hopkins et Frances Dee).
De 1937 à 1967, désormais à la Paramount, il collabore entre autres à L'Emprise du crime de Lewis Milestone (1946, avec Barbara Stanwyck et Van Heflin), Les Furies d'Anthony Mann (1950, avec Barbara Stanwyck et Wendell Corey), Les Boucaniers d'Anthony Quinn (1958, avec Yul Brynner et Charlton Heston), La Vengeance aux deux visages de Marlon Brando (1961, avec Brando et Karl Malden), ou encore Deux Têtes folles de Richard Quine (1964, avec William Holden et Audrey Hepburn).
Le dernier de ses cent-un films américains comme monteur est Quand siffle la dernière balle d'Henry Hathaway (Universal, 1971, avec Gregory Peck et Patricia Quinn).
Par ailleurs, unique expérience à ce titre, il est producteur associé du Fils de Kong d'Ernest B. Schoedsack (1933, avec Robert Armstrong et Helen Mack).
Enfin, pour la télévision, Archie Marshek est monteur en 1967 sur deux séries américaines de western, Bonanza (trois épisodes) et Le Grand Chaparral (trois épisodes également).

## Filmographie partielle
(comme monteur, sauf mention contraire)

### Cinéma

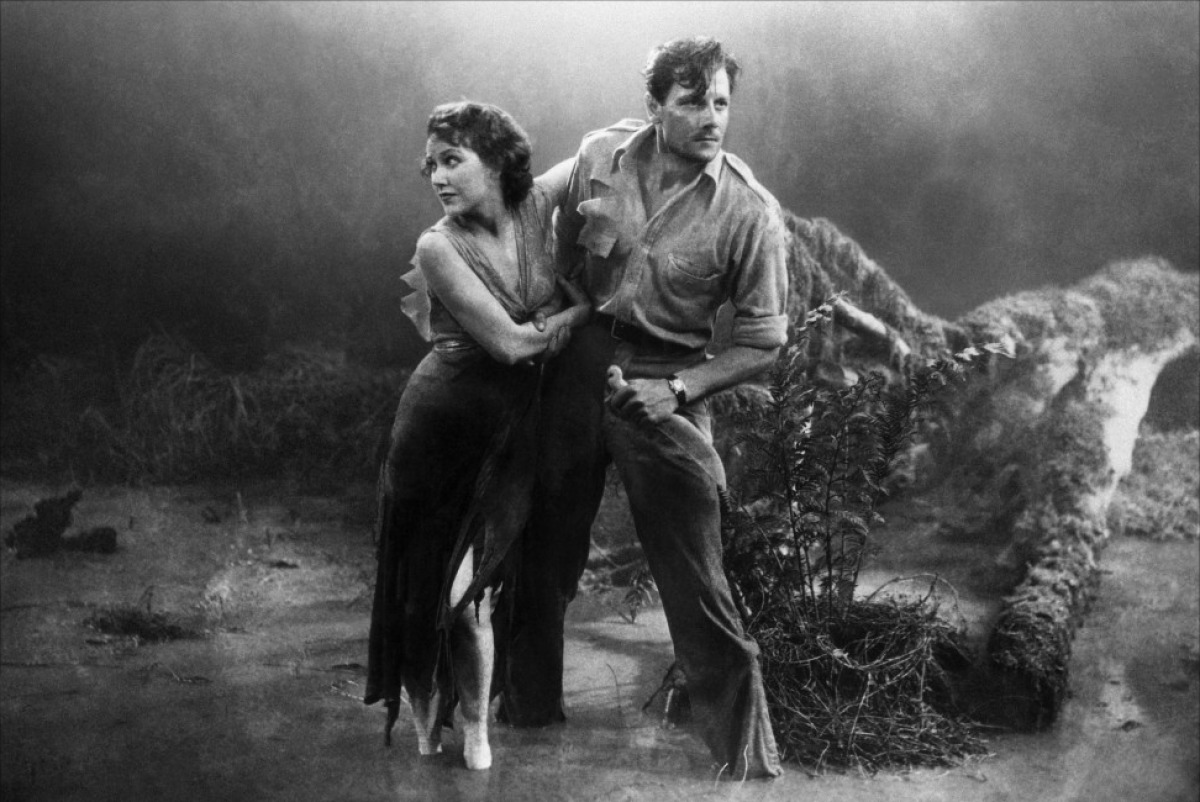
Les Chasses du comte Zaroff (1932), avec Fay Wray et Joel McCrea.

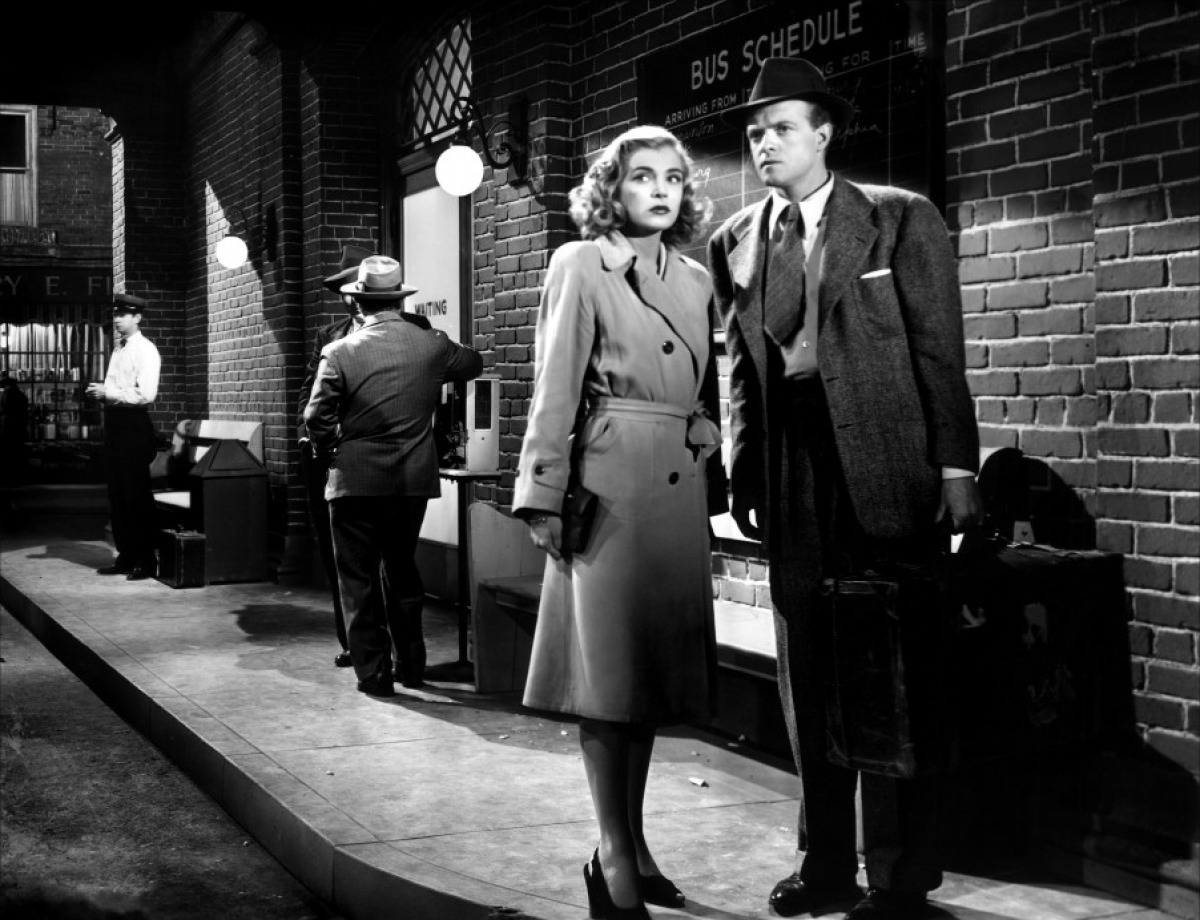
L'Emprise du crime (1946), avec Lizabeth Scott et Van Heflin.

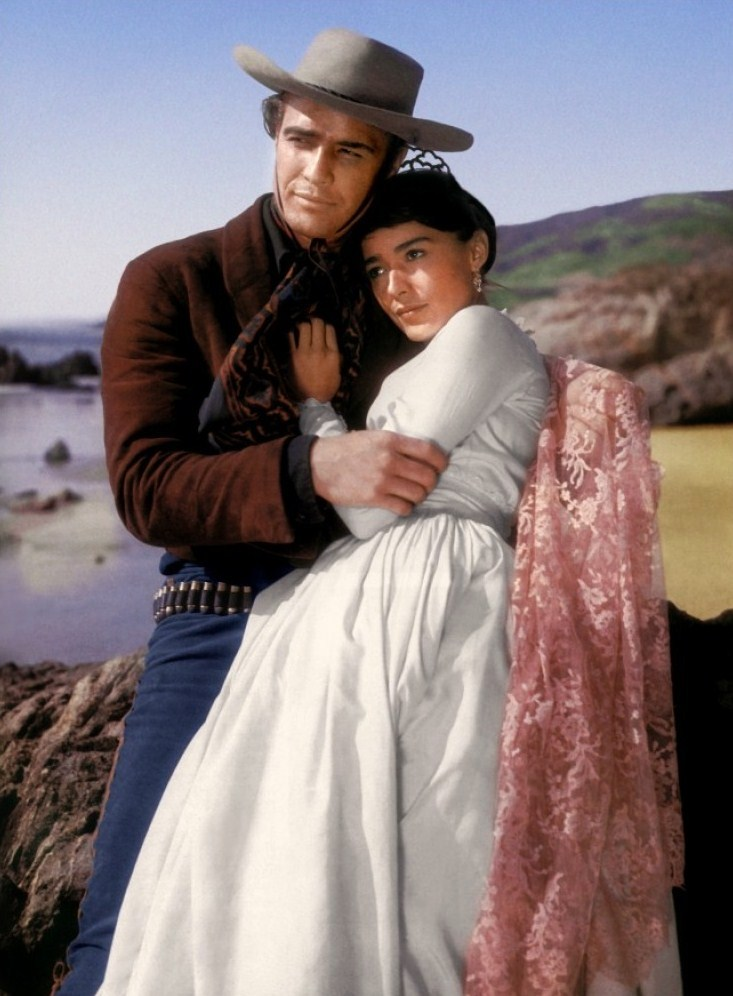
La Vengeance aux deux visages (1961), avec Marlon Brando et Pina Pellicer.

- 1928 : Le Crime de monsieur Benson (Perfect Crime) de Bert Glennon
- 1930 : Hook, Line and Sinker d'Edward F. Cline
- 1930 : Quand l'amour appelle (Love Comes Along) de Rupert Julian
- 1931 : Consolation Marriage de Paul Sloane
- 1932 : L'Âme du ghetto (Symphony of Six Million) de Gregory La Cava
- 1932 : L'Oiseau de paradis (The Bird of Paradise) de King Vidor
- 1932 : Le Fantôme de Crestwood (The Phantom of Crestwood) de J. Walter Ruben
- 1932 : Les Chasses du comte Zaroff (The Most Dangerous Game) d'Ernest B. Schoedsack et Irving Pichel
- 1933 : Le Fils de Kong (The Son of Kong) d'Ernest B. Schoedsack (comme producteur associé)
- 1934 : La Cucaracha de Lloyd Corrigan (court métrage)
- 1935 : Becky Sharp de Rouben Mamoulian
- 1935 : Les Derniers Jours de Pompéi (The Last Days of Pompei) d'Ernest B. Schoedsack et Merian C. Cooper
- 1936 : Le Danseur pirate (Dancing Pirate) de Lloyd Corrigan
- 1937 : La Furie de l'or noir (High, Wide, and Handsome) de Rouben Mamoulian
- 1938 : La Belle de Mexico (Tropic Holiday) de Theodore Reed
- 1939 : Le Mystère de la maison Norman (The Cat and the Canary) d'Elliott Nugent
- 1940 : Mystery Sea Raider d'Edward Dmytryk
- 1941 : West Point Widow de Robert Siodmak
- 1942 : André et les Fantômes (The Remarkable Andrew) de Stuart Heisler
- 1942 : Tueur à gages (This Gun for Hire) de Frank Tuttle
- 1942 : La Clé de verre (The Glass Key) de Stuart Heisler
- 1942 : Jordan le révolté (Lucky Jordan) de Frank Tuttle
- 1944 : Espions sur la Tamise (Ministry of Fear) de Fritz Lang
- 1945 : La Blonde incendiaire (Incendiary Blonde) de George Marshall
- 1946 : Le Bel Espoir (Miss Susie Slagle's) de John Berry
- 1946 : L'Emprise du crime (The Strange Love of Martha Ivers) de Lewis Milestone
- 1947 : Meurtres à Calcutta (Calcutta) de John Farrow
- 1947 : Le Fiancé de ma fiancée (Dear Ruth) de William D. Russell
- 1948 : Smith le taciturne (Whispering Smith) de Leslie Fenton
- 1949 : La Chevauchée de l'honneur (Streets of Laredo) de Leslie Fenton
- 1949 : Un Yankee à la cour du roi Arthur (A Connecticut Yankee in King Arthur's Court) de Tay Garnett
- 1949 : Le Démon du logis (Dear Wife) de William D. Russell
- 1950 : Les Furies (The Furies) d'Anthony Mann
- 1950 : Propre à rien ! (Fancy Pants) de George Marshall
- 1952 : En route vers Bali (Road to Bali) d'Hal Walker
- 1952 : Le Vol du secret de l'atome (The Atomic Kid) de Jerry Hopper
- 1954 : L'Éternel féminin (Forever Female) d'Irving Rapper
- 1954 : C'est pas une vie, Jerry (Living It Up) de Norman Taurog
- 1955 : Un pitre au pensionnat (You're Never Too Young) de Norman Taurog
- 1955 : Les Îles de l'enfer (Hell's Island) de Phil Karlson
- 1956 : Le Trouillard du Far West (Pardners) de Norman Taurog
- 1958 : Les Boucaniers (The Buccaneer) d'Anthony Quinn
- 1961 : La Vengeance aux deux visages (One-Eyed Jacks) de Marlon Brando
- 1962 : Ma geisha (My Geisha) de Jack Cardiff
- 1964 : Le Bataillon des lâches (Advance to the Rear) de George Marshall
- 1964 : Pleins phares (The Lively Set) de Jack Arnold
- 1964 : Deux Têtes folles (Paris, When It Sizzles) de Richard Quine
- 1965 : Harlow, la blonde platine (Harlow) de Gordon Douglas
- 1965 : Chatouille-moi (Tickle Me) de Norman Taurog
- 1966 : Le Hold-up du siècle (Assault on a Queen) de Jack Donohue
- 1967 : La Nuit des assassins (Warning Shot) de Buzz Kulik
- 1968 : Le Refroidisseur de dames (No Way to Treat a Lady) de Jack Smight
- 1969 : L'Homme tatoué (The Illustrated Man) de Jack Smight
- 1971 : Quand siffle la dernière balle (Shoot Out) de Henry Hathaway

### Télévision
(séries)
- 1967 : Bonanza, saison 8, épisode 29 A Man Without Land, épisode 31 The Wormwood Cup de William F. Claxton et épisode 34 The Greedy Ones
- 1967 : Le Grand Chaparral (The High Chaparral), saison 1, épisode 4 Best Man for the Job de William F. Claxton, épisode 5 A Quiet Day in Tuckson de William F. Claxton et épisode 12 The Price of Revenge